# David Downes
David Downes (Dublín, Irlanda 1975) es un compositor, pianista, productor y director de orquesta que es principalmente conocido por ser el cofundador de la agrupación musical femenina irlandesa Celtic Woman.

## Carrera
Downes nació en Dublín y se graduó en la academia Trinity College de Dublín donde estudió música y composición de piezas musicales. Se ha presentado en escenarios alrededor de todo el mundo como en la sala Symphony Hall de Boston, la sala de conciertos Carnegie Hall en Nueva York y el recinto Wembley Arena acompañado de connotados artistas como James Galway y Alan Stivell y grupos como Boyzone, además de destacadas orquestas, entre ellas la Washington Synphony.
Él ha figurado como director de orquesta en el espectáculo música celta Riverdance en Broadway y Secret Garden, siendo éste, el espectáculo más notable en que ha participado Downes.
Se unió a Riverdance donde fue director de orquesta en su gira por Broadway. Posteriormente, él y Sharon Browne, formaron la agrupación Celtic Woman, que ha estado de gira por todo el mundo, logrando producciones musicales que han obtenido certificaciones de platino y oro en regiones como EE. UU., Australia, Japón, Sudáfrica y los principales seguidores en Asia, Europa y América del Sur.
Se desempeñó como director musical en el evento de adquisición de poder de la presidenta Mary McAleese en su elección de 2004 en Irlanda, como también en los eventos de la misma índole en EE. UU. para Bill Clinton, George W. Bush y Barack Obama.

## Trayectoria
Composiciones Originales
Downes ha escrito variados temas originales para Celtic Woman, estos son: The Soft Goodbye, Send Me A Song, One World, The Sky And The Dawn And The Sun, At The Céili, Sing Out!, Granuaile's Dance, The Lost Rose Fantasia, The Blessing, The Call, Green The Whole Year Round, Walking The Night y Tabhair Dom Do Lamh. Para la composición escrita de cada una de estas piezas ha colaborado con Caitríona Ní Dubhghaill, Barry McCrea, Shay Healy y Brendan Graham.

## Televisión, Cine y Teatro
Sus créditos incluyen Thou Shalt Not Kill, The Enemy Within, The Hunt For Red Willie At The Peacock Theatre y Escanaba de Jeff Daniels. Produjo las pistas de obertura y cierre de la banda sonora de la película Tinker Bell and the Lost Treasure.

## Colaboraciones
En 2007, Downes ayudó a la exintegrante de Celtic Woman Hayley Westenra para grabar el tema The Last Rose Of Summer para su álbum Treasure. La canción fue grabada en dueto con la, en ese período, integrante de Celtic Woman Méav Ní Mhaolchatha y Downes en la dirección de orquesta.